# Nocciano
Nocciano è un comune italiano di 1 706 abitanti della provincia di Pescara in Abruzzo.

## Storia
Le sue origini sono antiche e risalgono al periodo neolitico, italico e romano.
In Abruzzo la presenza di Roma è databile intorno al 67 d.C., quando le maestranze romane sono presenti per prosciugare il Lago del Fucino. La Via Tiburtina (la strada che da Roma porta al Mar Adriatico), già da allora favoriva gli scambi ed i traffici tra il mare ed i pastori delle campagne romane e del napoletano; le popolazioni che vivevano quindi ai lati della grande strada di comunicazione e del fiume Aterno, ne traevano grandi benefici.
Il territorio di Nocciano, compreso tra il fiume Nora a nord e il torrente Cigno a sud, era chiamato anticamente Fellonica, poi Follonica. Gli abitanti di questa zona erano i Vestini e facevano parte del territorio di Penne (Pinna Vestinorum) e Follonica ne dipendeva sia economicamente che amministrativamente. In caso di pericolo, a seguito di attacchi da parte di predoni, briganti o saraceni, o per le invasioni barbariche, la popolazione si rifugiava sui colli. Tra questi, ce n'era uno in particolare forse a forma di noce (Nux), e da qui deriva il nome di Noaanum, divenuto in seguito Nouano ed infine Nocciano. Nello stemma comunale appare infatti una noce, toponimo del paese.
Nell'agro circostante sono stati ritrovati oggetti pre-romani e romani. La zona appare in documenti casauriensi del IX secolo, sempre senza alcuna citazione esplicita del paese. Dagli scavi eseguiti nei dintorni del centro abitato, sono affiorati parecchi ruderi di costruzioni romane e numerosi oggetti antichi come armi, anfore e sarcofaghi ( di cui uno è esposto nell'atrio del castello medioevale).
Intorno al 1000, per difendersi meglio, sorse la necessità di costruire una torre di avvistamento e di difesa, il Torrione (ancor oggi visibile) ampliato nel 1100/1200 con la costruzione dei due bracci, rispettivamente a destra ed a sinistra del castello.
Nel 1078 Nucciano compare tra i possedimenti dell'Abbazia di San Clemente a Casauria.
Nel 1670 Antonio Aliprandi, appartenente a un'antica e nobile famiglia originaria di Milano, figlio di Odoardo, ebbe il possesso del feudo di Nocciano.
Nel 1994, sono affiorati resti di una villa di epoca romana con pavimenti a mosaico, che legano le origini di Nocciano all'esistenza nel luogo dell'antica città romana detta Follonica.

## Monumenti e luoghi d'interesse

### Castello De Sterlich-Aliprandi

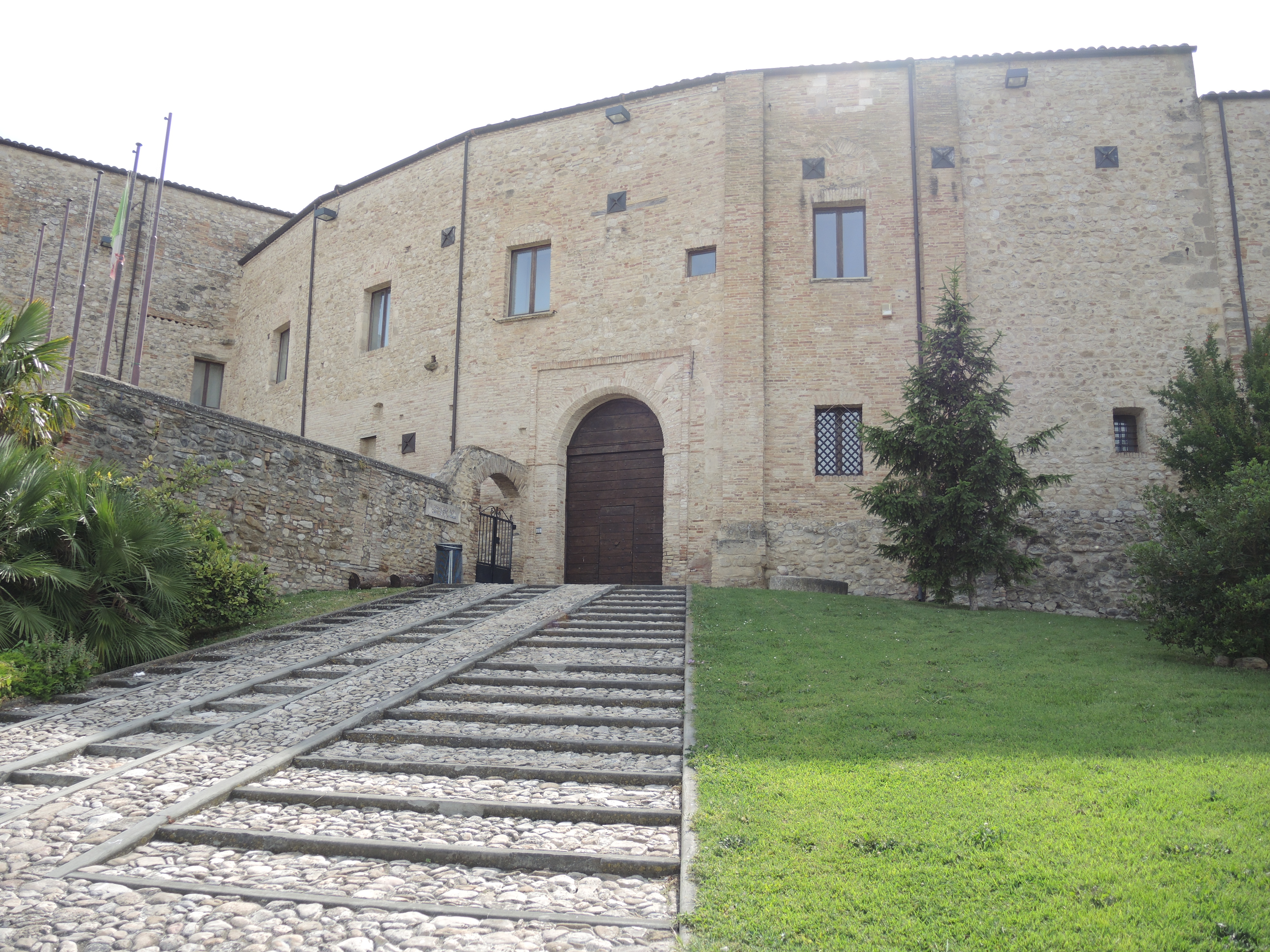
Ingresso del castello

Il castello è il monumento principale, ricostruito nel XVII secolo dagli Aliprandi. Oggi è sede del Museo delle Arti d'Abruzzo.  Il castello è a pianta ellittica irregolare con tracce delle mura medievali e di una torre. Le nuove aggiunte lo hanno trasformato in palazzo baronale con un loggiato alla sinistra del portale. Il cortile interno ha un bel loggiato con una torretta arricchita da merlature.

### Chiesa madre di Sant'Antonio di Padova
Situata nel cuore del centro storico, presso il castello, ha origini cinquecentesche, nel 1747 subì una ristrutturazione corposa, che le ha conferito l'attuale aspetto barocco. La facciata intonacata è impostata su due ordini di lesene sovrapposte, da sottile cornice; nel registro inferiore si apre il portale cinquecentesco sormontato da timpano triangolare, in quello superiore una semplice finestra rettangolare in asse. Il gusto barocco si manifesta nella conclusione a vela dalle due linee concave, che si riuniscono in una cuspide centrale, configurando una sorta di frontone. Il campanile posto sul lato destro, arretrato, è la torre in conci di pietra del XVI secolo, con il secondo settore scandito da cornici che accoglie gli archi con campane, e l'ultimo settore con la cella dell'orologio civico.
L'impianto interno è barocco, a navata unica e impostato su pianta rettangolare, articolato in campate separate da lesene a capitelli di ordine composito. In corrispondenza delle prime due campate con volta a botte lunettata, si aprono quattro cappella a spessore di muro, le volte lunettate lasciano spazio a grandi finestre laterali, poste in asse rispetto agli altari sottostanti, l'altare maggiore è collocato sul presbiterio, rialzato leggermente, che nasconde l'abside semicircolare, sormontata da volta a botte riccamente affrescata. L'ingresso avviene attraverso una bussola lignea inserita in un vestibolo d'ingresso con sovrastante cantoria riccamente decorata da stucchi, sorretta da tre archi a tutto sesto. Sempre nella zona presbiteriale si imposta la grande cupola su pennacchi e stucchi, la decorazione degli arredi lignei è di Modesto Salvini di Orsogna (1796), il coro ligneo e un pulpito aggettante.

### Chiesa di San Lorenzo Diacono e Martire
Appena fuori dal centro, è una chiesa molto antica del XIII secolo, ancora abbastanza conservata nello stile originale. Il prospetto di presenta con semplice facciata a capanna in conci di pietra, caratterizzata da portale ad arco tutto sesto, sovrastato da oculo in asse. L'ala destra è stata successivamente arretrata rispetto alla facciata originaria, appare in mattoni a vista, coperta da una falda unica e con stretta feritoia in centro. Il portale benedettino, incassato nella cortina muraria, ha due spallette che sorreggono l'architrave monolitico, il campanile laterale in pietra è a vela con due luci; l'interno anticamente era a navata unica, poi ampliata nel 1930 con l'aggiunta della navatella destra. Le due dono divise da una muratura a pilastri con tre arcate ogivali, l'aula maggiore ha volte a crociera, e sul fianco corre una serie di finestre monofore molto strette, in conci di pietra, più la grande monofora dell'abside semicircolare. Proprio nel presbiterio si trovano frammenti di affreschi trecenteschi.

### Cappella di San Rocco
Presso il moderno Municipio, è stata realizzata nel XVI secolo, con facciata semplice a capanna, intonacata al centro della quale si apre il portale d'ingresso in legno, con lunetta a raggiera. Planimetricamente è costituita da una piccola aula rettangolare interna, in fondo alla quale si trova l'altare, sopraelevato leggermente, con stipiti raffiguranti volti umani, e presenta una copertura a trave di colmo e travicelli lignei. Le pareti laterali sono state intonacate, la parete di fondo è rosa, con una tela di San Rocco.

### Chiesa della Madonna delle Grazie
Si trova lungo la Provinciale 2 in contrada Casali. Le sue origini risalgono al XII secolo, con resti alla base del pavimento che testimoniano l'origine romanica dell'edificio, successivamente rimaneggiata nel Settecento. L'esterno è caratterizzato da portico d'ingresso aggiunto successivamente, con portale centrale e due ampi archi sulle pareti laterali. La facciata è priva di decorazioni, conclusa da una semplice modanatura curvilinea. L'interno è a navata unica rettangolare, chiusa da una copertura a capriate lignee e mattoni decorati con motivi floreali, nella parete di fondo si trova un affresco che mostra una finta architettura tripartita, realizzato nel XVIII secolo, in aggiunta all'affresco originale del XV secolo.

## Società

### Evoluzione demografica
Abitanti censiti

## Amministrazione
| Periodo           | Periodo           | Primo cittadino             | Partito                                                              | Carica      | Note        |
| ----------------- | ----------------- | --------------------------- | -------------------------------------------------------------------- | ----------- | ----------- |
| 23 aprile 1995    | 12 giugno 2004    | Gabriele Di Rupo Di Filippo | Partito Popolare Italiano (PPI) (1995-1999) Lista civica (1999-2004) | Sindaco     | [ 8 ] [ 9 ] |
| 13 giugno 2004    | 11 settembre 2007 | Roberto Di Gabriele         | Lista civica                                                         | Sindaco     | [ 10 ]      |
| 12 settembre 2007 | 14 aprile 2008    | Ida De Cesaris              |                                                                      | Comm. pref. | [ 11 ]      |
| 15 aprile 2008    | 26 maggio 2013    | Marcello Luciano Giordano   | Lista civica Patto per Nocciano                                      | Sindaco     | [ 12 ]      |
| 27 maggio 2013    | 3 ottobre 2017    | Lorenzo Mucci               | Lista civica Partecipa al cambiamento                                | Sindaco     | [ 13 ]      |
| 4 ottobre 2017    | 10 giugno 2018    | Maria Cristina Caruso       |                                                                      | Comm. pref. |             |
| 11 giugno 2018    | in carica         | Lorenzo Mucci               | Lista civica Partecipa al cambiamento                                | Sindaco     |             |